# José Carlos Villegas
José Carlos Villegas (Puerto Alvear, Argentina; 17 de abril de 1996) es un futbolista argentino. Juega como defensa central y su equipo actual es el Alianza Atlético de la Liga 1 del Perú.

## Trayectoria
Se inició en Independiente Rivadavia, pero debutó profesionalmente con el General Belgrano de la Primera B Metropolitana. 
En junio de 2019, Villegas se incorporó al Instituto de Córdoba de la Primera Nacional.
El 16 de diciembre de 2023, Villegas fue confirmado como nuevo fichaje del Alianza Atlético de cara a toda la temporada 2024.Jugaría un total de 31 partidos, siendo titular indiscutible en el cuadro churre. A final de año renueva su contrato por todo el 2025.

## Clubes
| Club                   | País      | Año       | PJ | Goles |
| ---------------------- | --------- | --------- | -- | ----- |
| General Belgrano       | Argentina | 2016-2017 | 10 | 0     |
| C. A. Sansinesa        | Argentina | 2017-2019 | 40 | 1     |
| Instituto de Córdoba   | Argentina | 2019-2020 | 5  | 0     |
| Guillermo Brown        | Argentina | 2021-2022 | 39 | 2     |
| San Martín de San Juan | Argentina | 2023      | 23 | 2     |
| Alianza Atlético       | Perú      | 2024-Act. | 41 | 0     |